# CAPES d'espagnol
Le CAPES d'espagnol est un certificat d'aptitude à l'enseignement de l'espagnol dans les établissements scolaires du second degré (collèges et lycées) français. Les enseignants titulaires de ce certificat sont des fonctionnaires de l'État, ayant le grade de professeurs certifiés, et sont soumis au statut général de la fonction publique et au statut particulier du corps des professeurs certifiés.

## Obtention du certificat
Ce certificat - ayant valeur de diplôme professionnel - s'obtient en deux temps : les candidats sont tout d'abord sélectionnés par un concours permettant dans un deuxième temps d'effectuer une année de stage alternant formation en IUFM et pratique dans un établissement scolaire. À l'issue de ces deux années, si le candidat satisfait au contrôle de qualification professionnelle, le ministre de l'Éducation nationale prononce sa titularisation dans le corps des professeurs certifiés.
Il existe deux voies d'accès à l'année de stage :
- le concours externe, ouvert aux titulaires d'un master 2 ;
- le concours interne, ouvert aux titulaires de la fonction publique, aux militaires, ainsi qu'aux agents non titulaires de l'Éducation nationale (contractuels, assistants d'éducation, etc.) selon certaines conditions (ancienneté notamment) ;

La liste d'aptitude permet aux enseignants titulaires de l'Éducation nationale âgés de moins de quarante ans d'être promus sans concours dans le corps des professeurs certifiés par le recteur de leur académie .

## Le programme des concours du CAPES
Les candidats aux concours externe et interne sont invités à faire preuve, lors des épreuves, de leur maîtrise de la langue espagnole, et de leur culture générale dans les domaines de la littérature et de la civilisation des pays hispanophones. Pour le concours interne du CAPES, aucun programme n'est publié par le ministère. En revanche, les candidats au concours externe sont tenus de préparer un certain nombre de questions.
Le programme du concours externe est publié chaque année au Bulletin officiel du ministère de l'Éducation nationale. Il se renouvelle par moitié tous les ans. Il comprend depuis la session 2006 deux questions (un thème) de littérature ainsi que deux question de civilisation. Par ailleurs, les candidats sont invités à travailler leur niveau de langue espagnole, qui est évalué dans le cadre du commentaire composé en espagnol, et de l'épreuve de traduction. Jusqu'à la session 2006, le programme comprenait également l'étude d'une œuvre cinématographique, qui donnait lieu à une épreuve orale. Cette rubrique a disparu, le cinéma intégrant désormais le programme de civilisation.
Les questions du Capes externe reprennent une partie de celle de l'agrégation externe d'espagnol. Les exigences académiques sont moindres, ainsi il n'est pas exigé de la part des candidats d'approfondir les questions autant qu'à l'agrégation, où les questions donnent lieu à des épreuves écrites (plus longues qu'au Capes) et orales. À l'inverse, les épreuves orales du CAPES ne répondent à aucun programme précis et peuvent porter sur toute question relative à la littérature, à l'histoire ou à la société des pays de langue espagnole. Par ailleurs, les questions reprises du programme de l'agrégation sont parfois allégées. Ainsi, lors des sessions 2007 et 2008, les programmes de l'agrégation et du CAPES comprenaient une question de littérature portant sur le roman picaresque. Les agrégatifs devaient étudier deux œuvres (Lazarillo et El Buscón), tandis que le programme du CAPES ne comprenait que l'étude de El Buscón. 
D'autre part, il n'y a plus besoin de venir en France pour préparer le concours car La Universidad Autónoma de Madrid UAM offre à partir de septembre 2019 une préparation au CAPES dédiée aux futurs enseignants d'espagnols en France. Cette formation est assurée par une équipe d'enseignants avec une longue expérience dans d'autres universités françaises en ce qui concerne l'entraînement aux concours CAPES et CAFEP.
| Session                                                          | Littérature | Civilisation | Cinéma (en vigueur jusqu'à la session 2006)                                                            |
| 2010                                                             | 1-) Fernando de Rojas, La Celestina (1499-1502) 2-) Cent ans de solitude de Gabriel García Márquez (1967)                                                      | 1-) L'Espagne des validos (1598-1645) 2-) La vie criminelle d'Archibald de la Cruz de Luis Buñuel (1955) | |
| 2009                                                             | 1-) Fernando de Rojas, La Celestina 2-) Le retour du tragique : Luces de Bohemia de Ramón del Valle-Inclán (1920) et la rénovation esthétique                  | 1-) Cinéma et révolution cubaine (Tomás Gutiérrez Alea, Fresa y chocolate) 2-) Femmes et démocratie : les Espagnoles dans l’espace public (1868-1978)                                                                  | |
| 2008                                                             | 1-) Francisco de Quevedo, El Buscón 2-) Le retour du tragique : Luces de Bohemia de Ramón del Valle-Inclán (1920) et la rénovation esthétique                  | 1-) Cinéma et révolution cubaine (Tomás Gutiérrez Alea, Fresa y chocolate) 2-) Femmes et démocratie : les Espagnoles dans l’espace public (1868-1978)                                                                  | |
| 2007                                                             | 1-) Archiprêtre de Hita, Libro de Buen Amor 2-) Francisco de Quevedo, El Buscón                                                                                | 1-) Carlos Saura, Goya en Burdeos 2-) La révolution cubaine (1959-1992) | |
| 2006                                                             | 1-) Archiprêtre de Hita, Libro de Buen Amor 2-) José María Arguedas, Los ríos profundos                                                                        | 1-) Carlos Saura, Goya en Burdeos 2-) L’empire espagnol de Charles Quint - sociétés et cultures (1516-1556) | |
| 2005                                                             | 1-) José María Arguedas, Los ríos profundos | 1-) L’empire espagnol de Charles Quint - sociétés et cultures (1516-1556) 2-) L’armée dans la société espagnole (1874-1939)                                                                                            | El embrujo de Shanghái : Juan Marsé, El embrujo de Shanghái et Fernando Trueba, El embrujo de Shanghái |
| 2004                                                             | 1-) Miguel de Cervantes, Los trabajos de Persiles y Sigismunda 2-) Alejo Carpentier, Los pasos perdidos                                                        | 1-) L’Inquisition espagnole (1478-1561) 2-) L’armée dans la société espagnole (1874-1939) | El embrujo de Shanghái : Juan Marsé, El embrujo de Shanghái et Fernando Trueba, El embrujo de Shanghái |
| 2003                                                             | 1-) Lope de Vega entre deux genres : La Dorotea 2-) La représentation de l’espace dans le roman hispano-américain : Alejo Carpentier, Desolación de la quimera | 1-) - L’Inquisition espagnole et la construction de la monarchie confessionnelle (1478-1561) 2-) Les nationalismes en Espagne (1876-1978)                                                                              | Tomás Gutiérrez Alea, La muerte de un burócrata                                                        |
| 2002                                                             | 1-) Lope de Vega entre deux genres : La Dorotea 2-) La poésie de Pablo Neruda : de Residencia en la tierra à Canto General                                     | 1-) L'univers de la chevalerie en Castille à la fin du Moyen Âge et au début des temps modernes (1369-1556) : réalités, idéologie, imaginaire 2-) Les nationalismes en Espagne (1876-1978)                             | Tomás Gutiérrez Alea, La muerte de un burócrata                                                        |
| 2001                                                             | 1-) Aspects du théâtre de Pedro Calderón de la Barca : La vida es sueño 2-) La poésie de Pablo Neruda : Canto General                                          | 1-) L'univers de la chevalerie en Castille à la fin du Moyen Âge et au début des temps modernes (1369-1556) : réalités, idéologie, imaginaire 2-) Crise intellectuelle et politique en Espagne à la fin du XIXe siècle | Carlos Saura, ¡ Ay Carmela !                                                                           |
| 2000                                                             | 1-) Aspects du théâtre de Pedro Calderón de la Barca : La vida es sueño 2-) Écrire le Mexique : Carlos Fuentes, La región más transparente                     | 1-) La « Monarchie catholique » de Philippe II et les Espagnols 2-) Crise intellectuelle et politique en Espagne à la fin du XIXe siècle                                                                               | Carlos Saura, ¡ Ay Carmela !                                                                           |
| Source : Bulletin officiel du ministère de l'Éducation nationale | | | |

## Les épreuves
L'organisation des épreuves est identique pour tous les CAPES de la section langues vivantes étrangères (allemand, anglais, arabe, chinois, espagnol, hébreu, italien, néerlandais, portugais, russe). La structure et le contenu des épreuves est fixée par l'arrêté du 18 mai 1999. 

### Concours externe

#### Épreuves écrites d'admissibilité
Les épreuves écrites d'admissibilité constituent le premier bloc d'épreuves. Elles consistent à évaluer la maîtrise de certaines compétences écrites des candidats (maîtrise des langues française et espagnole, clarté de l'expression, capacités de réflexion et d'argumentation, culture générale, etc.) et à sanctionner la connaissance du programme de littérature et de civilisation. Elles se déroulent généralement au mois de mars, selon un calendrier établi par les autorités ministérielles. Chaque académie compte au moins un centre d'épreuves ; les candidats y sont convoqués par leur rectorat de rattachement, qui est compétent en matière d'organisation des épreuves écrites des concours de recrutement des personnels enseignants de l'enseignement du second degré.
Les épreuves sont les suivantes :
- Commentaire dirigé en espagnol. Celui-ci consiste en l'étude raisonnée d'un texte littéraire extrait d'une œuvre au programme de littérature, ou d'un document écrit se rapportant au programme de civilisation. Plusieurs questions (trois à quatre) sont soumises aux candidats, afin de les aiguiller dans leur étude du document. Cette épreuve doit permettre aux candidats de faire preuve de leur connaissance du programme, de leur capacité d'analyse de texte et d'argumentation, de leur faculté à mettre en perspective le texte dans un contexte littéraire ou historique plus large ;
- Traduction et Fait de Langue. Cette épreuve est composée d’un thème et d’une version et de deux questions de grammaire. Les deux textes proposés aux candidats reflètent la richesse et la diversité des littératures française et espagnole : diversité historique, diversité esthétique, etc. Les textes français proposés pour le thème sont en principe tirés d’œuvres littéraires françaises du XIXe ou du XXe siècle. Outre une bonne connaissance du contexte historique et culturel de l’extrait, le candidat doit faire preuve de sa maîtrise de la langue française, dans le but de saisir toutes les nuances de la pensée de l’auteur. Il lui est ensuite demandé de restituer dans un espagnol précis et fidèle le texte, ce qui nécessite de sa part la mobilisation de ses connaissances en langue castillane, le lexique choisi ainsi que la syntaxe, devant non seulement être conforme aux règles de la langue mais également refléter l’esprit et les subtilités du texte source en français. En version, il est attendu du candidat qu’il fasse preuve à travers sa traduction, d’une connaissance du contexte historique et littéraire lui permettant de saisir toute la portée de l’extrait, et d’une maîtrise de la langue espagnole moderne (syntaxe, morphologie, lexique, etc.). Ces exigences doivent conduire le candidat à proposer une traduction fidèle à la lettre du texte espagnol, et faisant preuve d’un parfait maniement de la langue française.

Pour les questions de grammaires, des mots, des structures de phrases sont soulignés et il faut expliquer en français et en espagnol comment cela fonctionne. 
| Épreuve                                            | Durée | Coefficient |
| Épreuves d’admissibilité - récapitulatif           |       |             |
| 1. Commentaire dirigé en espagnol                  | 5h00  | 1           |
| 2. Traduction et Fait de Langue (thème et version) | 5h00  | 1           |

#### Épreuves orales d'admission
La réussite aux épreuves d'admissibilité permet aux candidats d'accéder aux épreuves orales d'admission. Cette réussite est déterminée par une note moyenne minimale (la barre d'admissibilité) fixée par le jury en fonction des résultats globaux des candidats et du nombre de postes offerts au concours. Ainsi, les jurys ont pour habitude de convoquer aux épreuves orales un nombre de candidats deux fois ou deux fois et demi plus élevé que le nombre de postes.
Une fois déclarés admissibles, les candidats sont gérés par le président du jury et la direction des personnels enseignants du ministère. Les épreuves se déroulent en un seul lieu pour toute la France : le Lycée Jean-Pierre Vernant de Sèvres depuis quelques années en ce qui concerne l'espagnol.
Les oraux d'admission se composent de deux épreuves hors programme. Elles sont l'occasion pour le candidat de démontrer sa connaissance et son maniement des langues française et espagnole, sa culture hispanique, ses capacités d'expression et d'argumentation, sa connaissance du système éducatif français, etc :
- épreuve en langue étrangère (ELE) : elle consiste en l'étude d'un dossier composé de deux documents écrits (en espagnol), iconographiques ou audiovisuels. Les candidats sont invités à étudier ces deux supports, à les confronter, les mettre en relation et les présenter en espagnol. L'un des documents constitue le pilier de l'étude, et fait l'objet d'une analyse approfondie, étayée par le document mineur. À la présentation du dossier suit un entretien en espagnol avec le jury. L'épreuve se termine par l'explication en français de faits de langue signalés par le jury à la remise des sujets.
- épreuve préprofessionnelle sur dossier (ESD) : elle consiste en l'étude d'un dossier composé de plusieurs documents de natures diverses.

## Statistiques
Le tableau suivant donne les rapports {\displaystyle {\frac {\mathrm {Nombre\ d'admis\ au\ concours} }{\mathrm {Nombre\ de\ pr{\acute {e}}sents\ aux\ {\acute {e}}preuves} }}} pour les 6 dernières années.
| Années | Publique (CAPES) | Privé (CAFEP) |
| ------ | ---------------- | ------------- |
| 2008   | 15,02%           | 8,93%         |
| 2009   | 16,86%           | 9,69%         |
| 2010   | 17,00%           | 9,97%         |
| 2011   | 20,47%           | 13,78%        |
| 2012   | 18,69%           | 12,23%        |
| 2013   | 19,19%           | 7,89%         |
| 2014   | 13,54%           | 4,02%         |